# Onychogomphus uncatus
Onychogomphus uncatus là loài chuồn chuồn trong họ Gomphidae. Loài này được Charpentier mô tả khoa học đầu tiên năm 1840.

## Hình ảnh

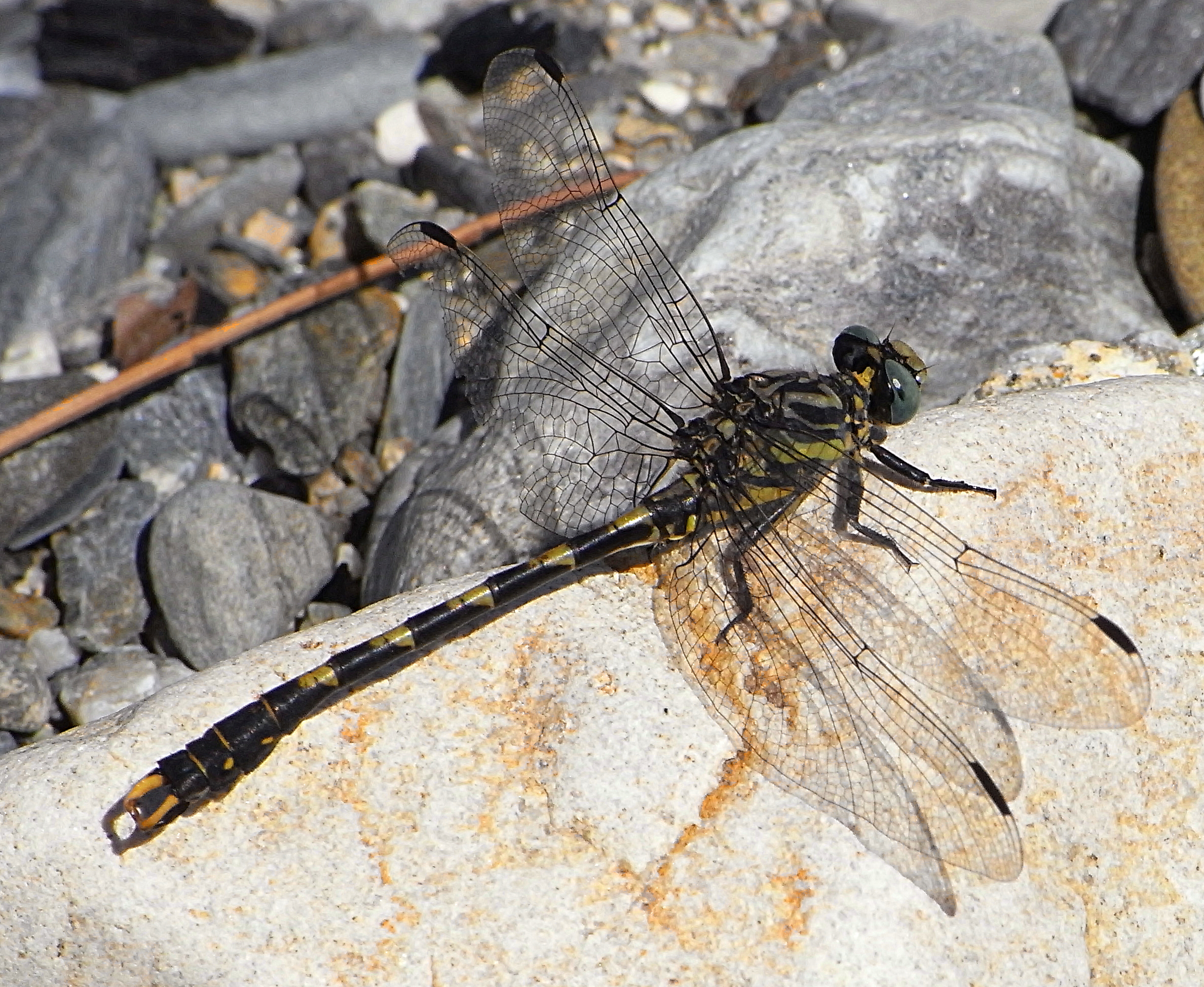
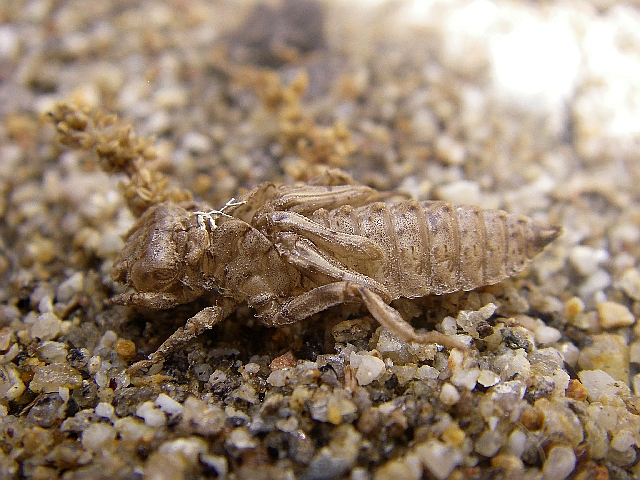
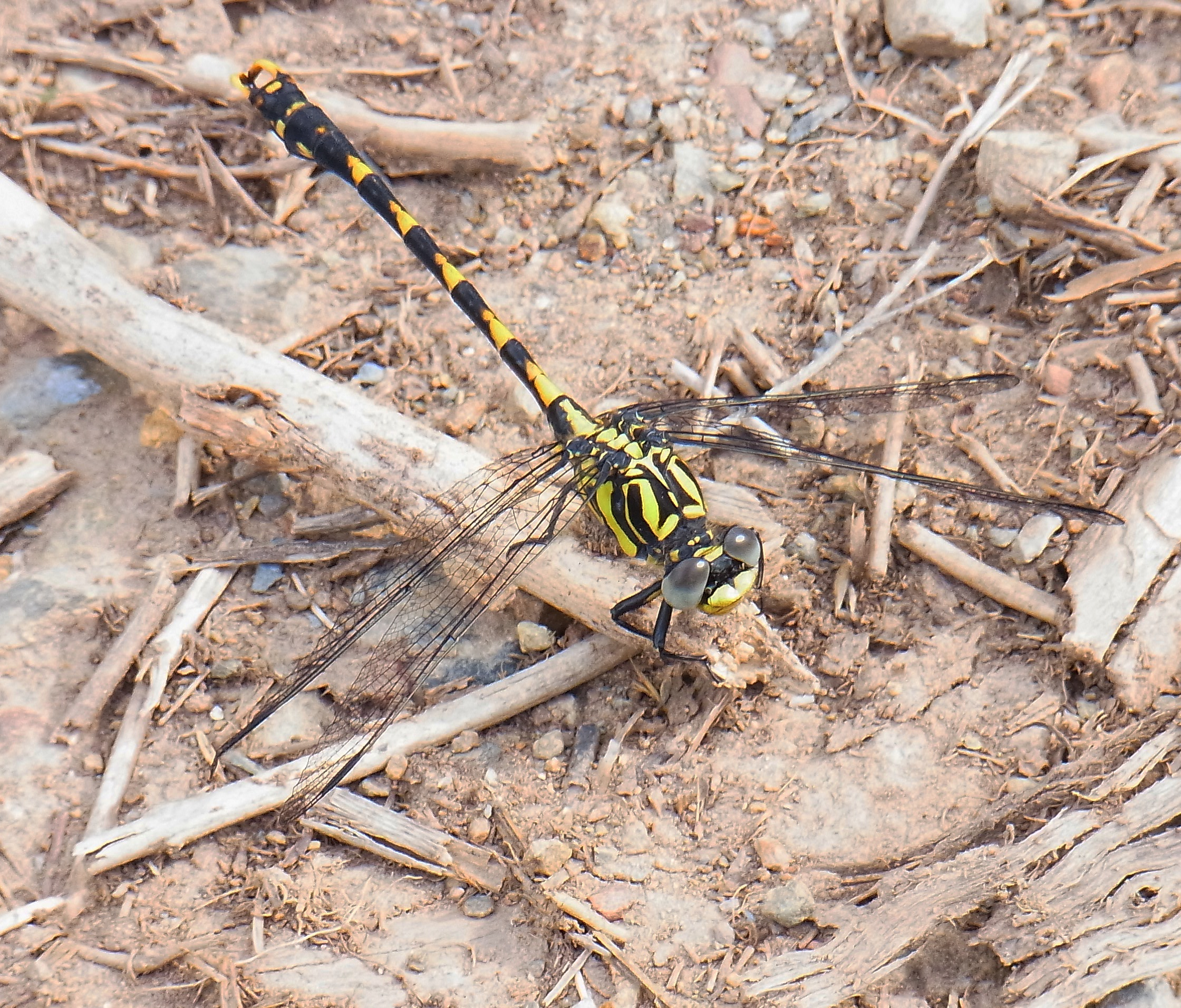
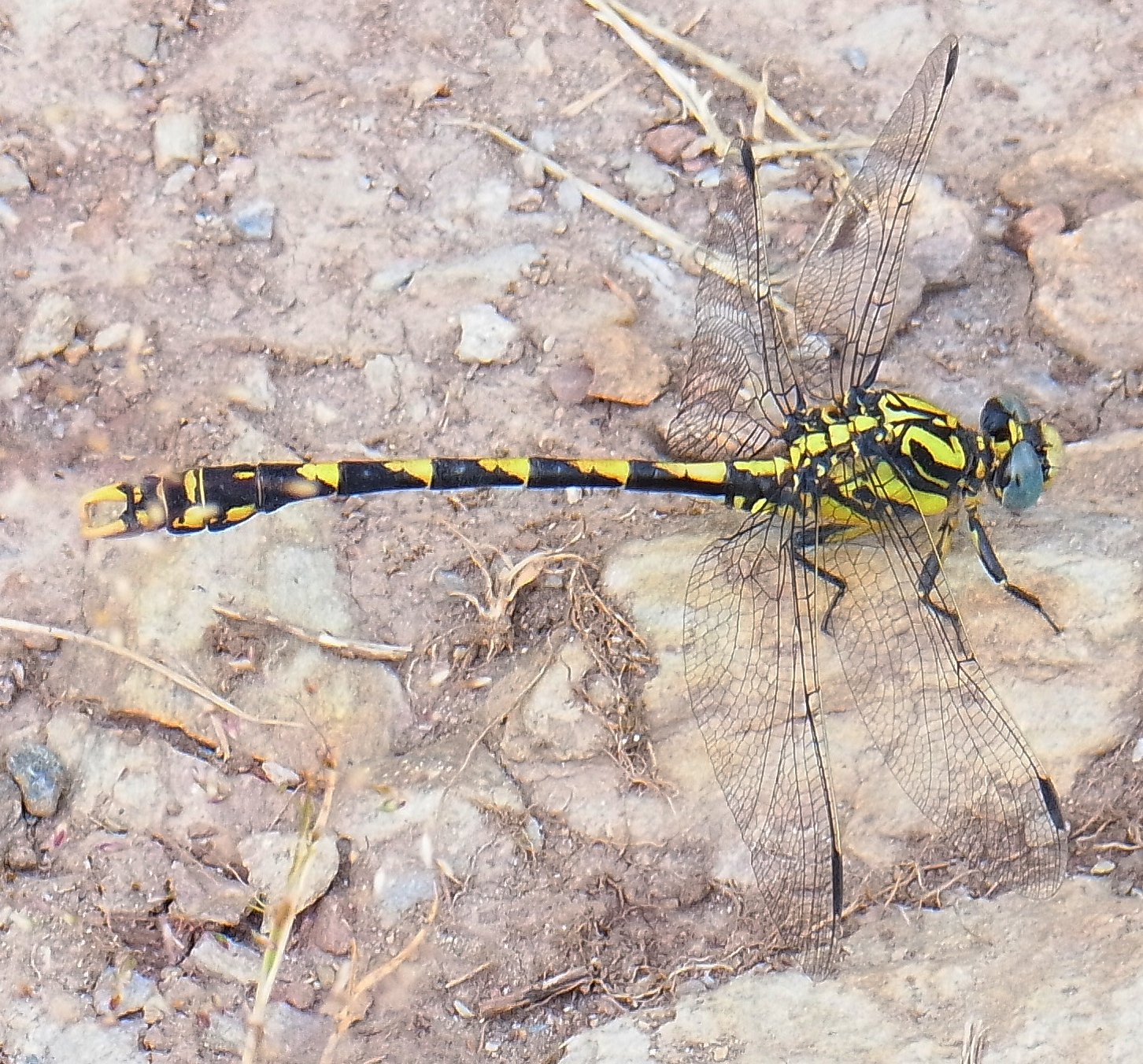